# Planty nad Kanałem Bydgoskim

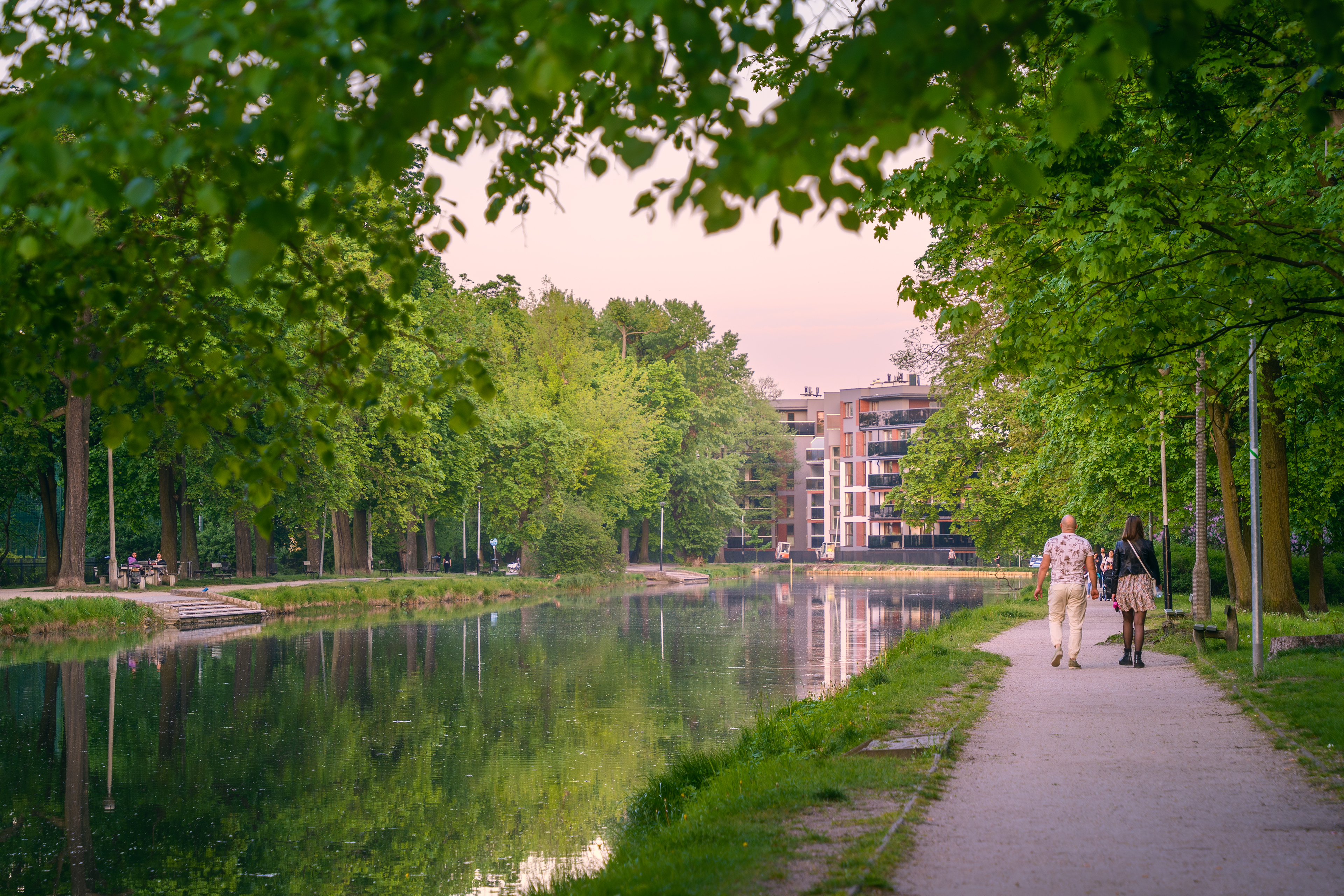
Wiosna w parku

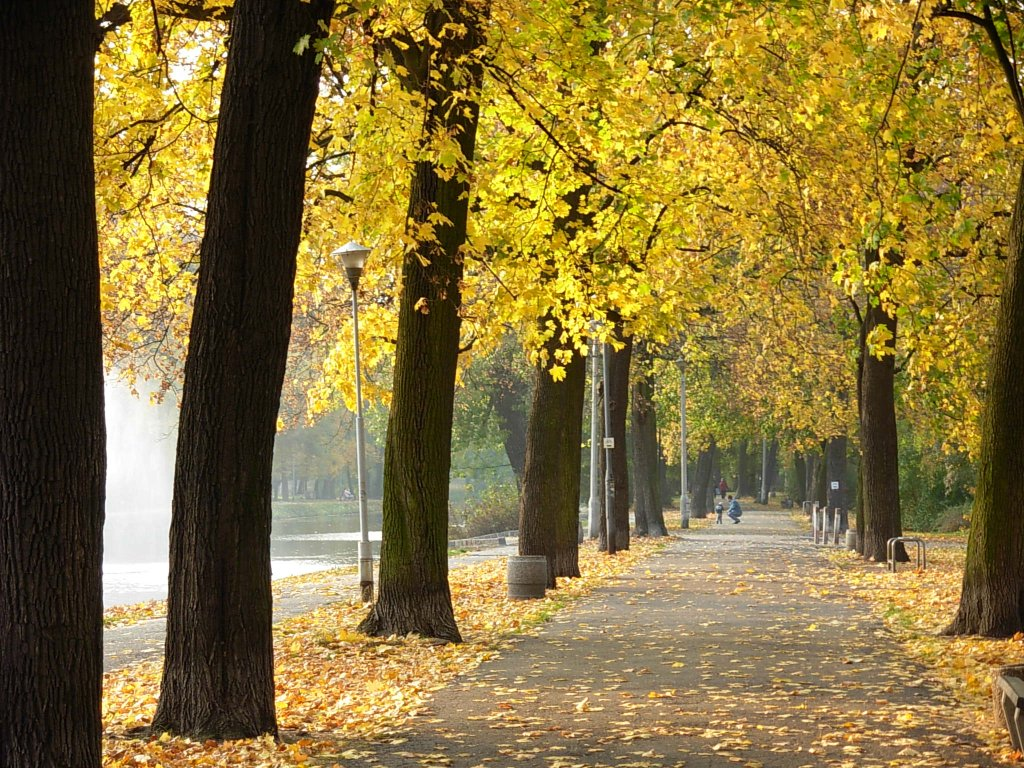
Jesienią

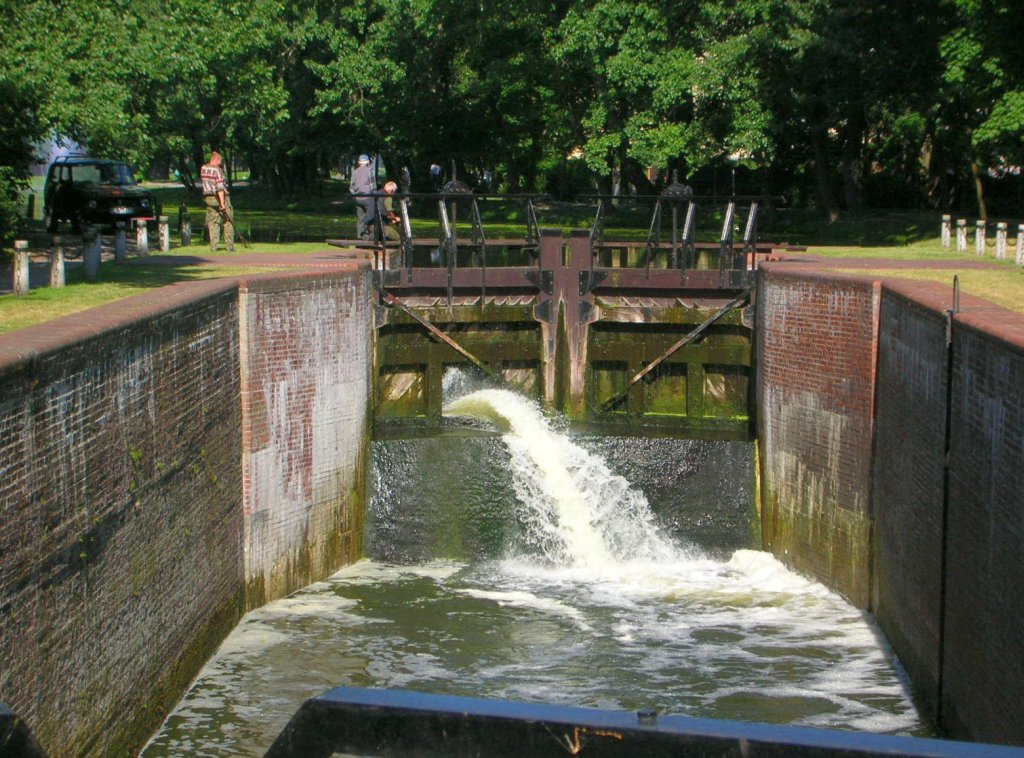
IV śluza

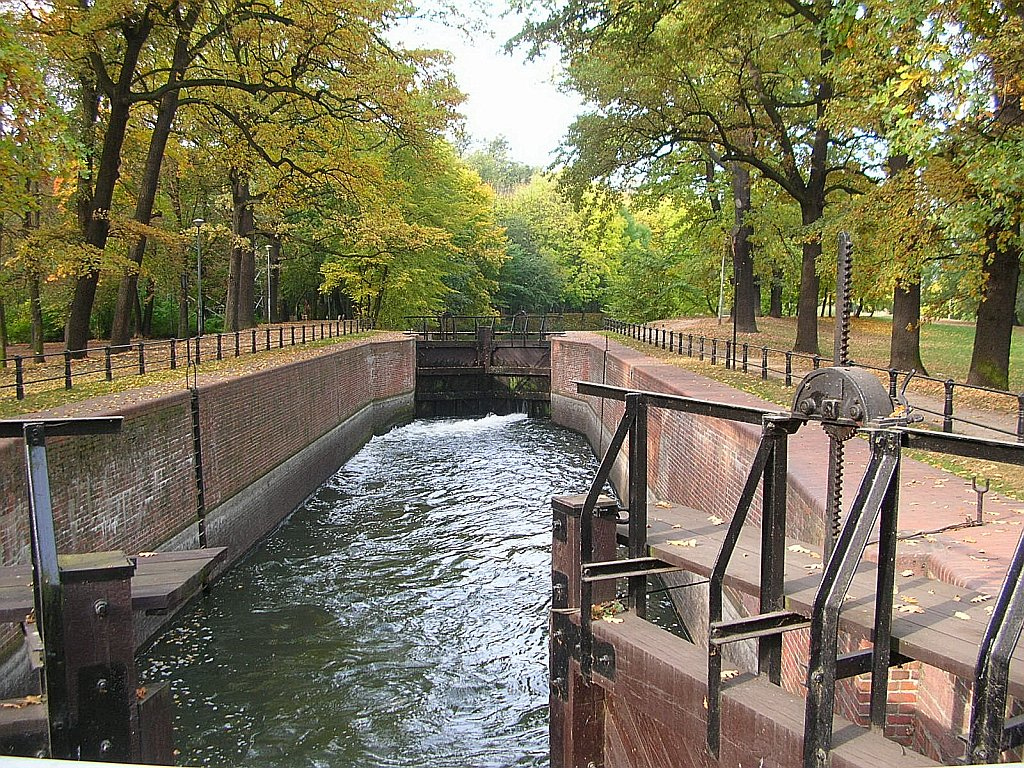
V śluza

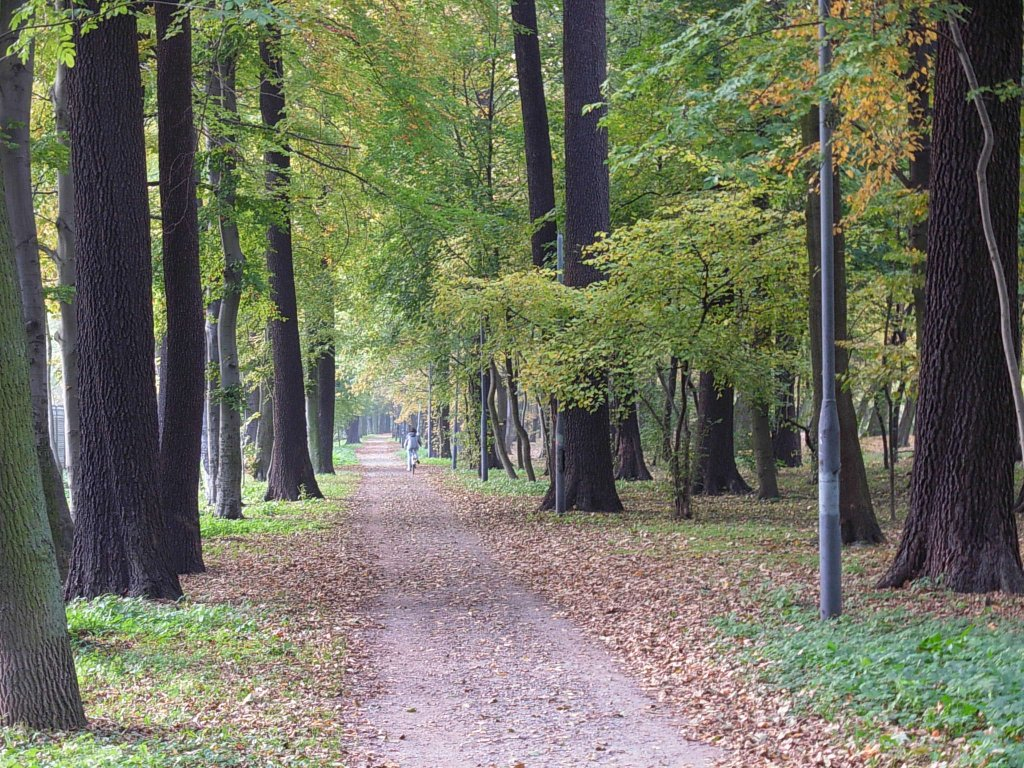
Ścieżka w środkowej części parku

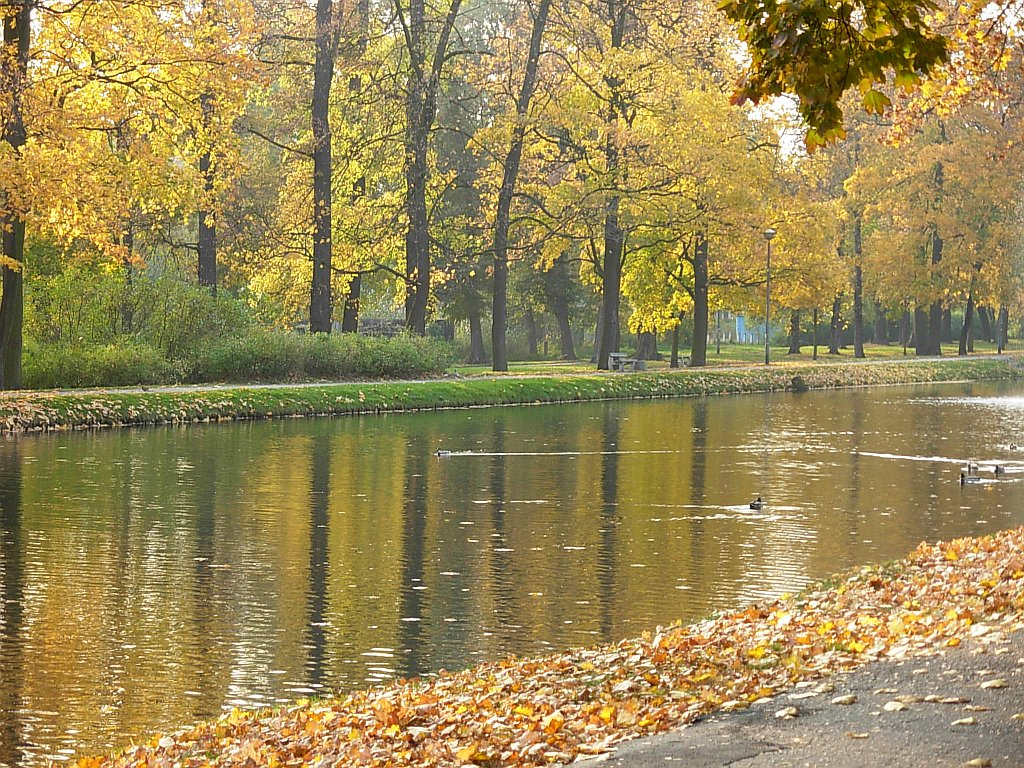
W październiku

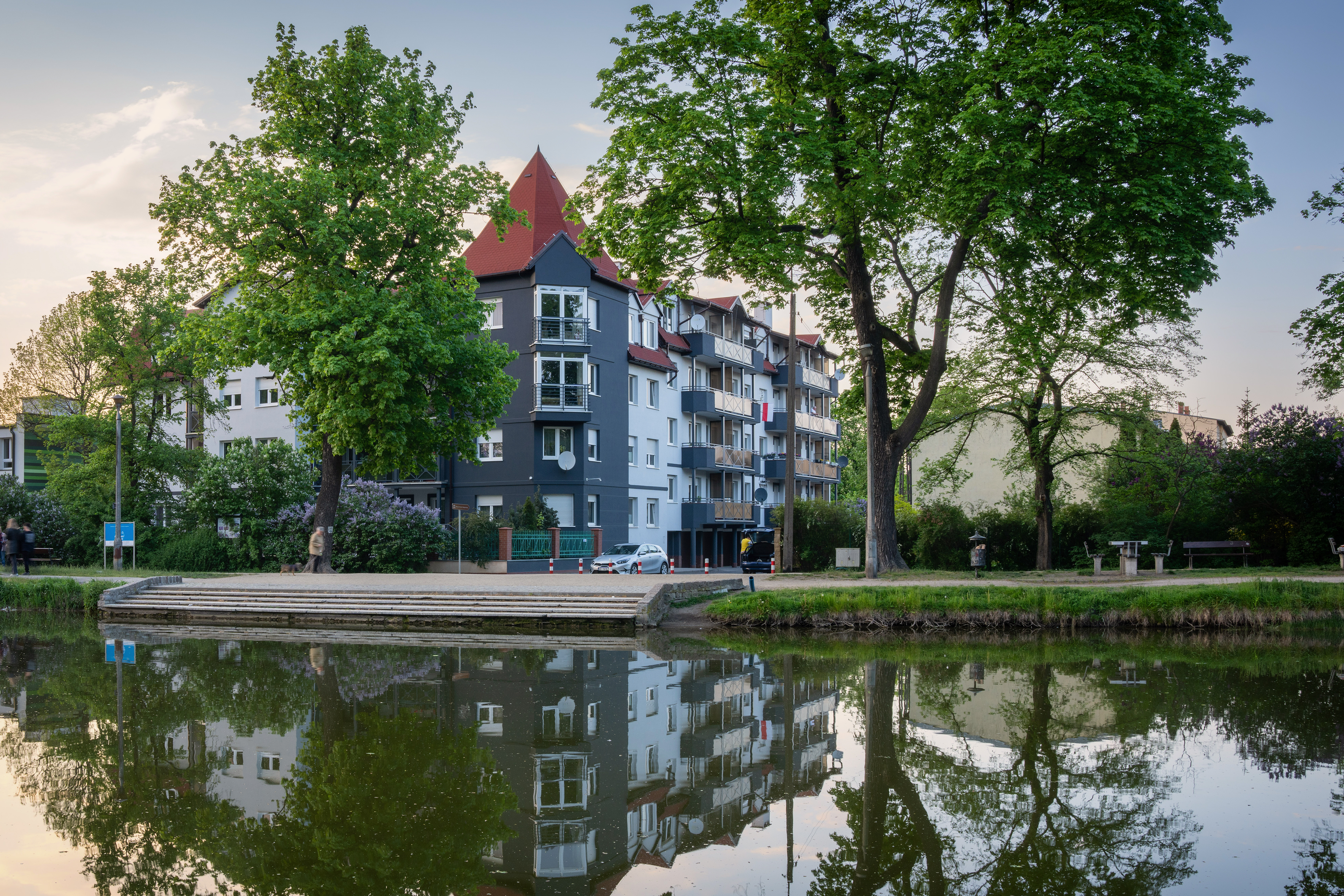
Budynek mieszkalny

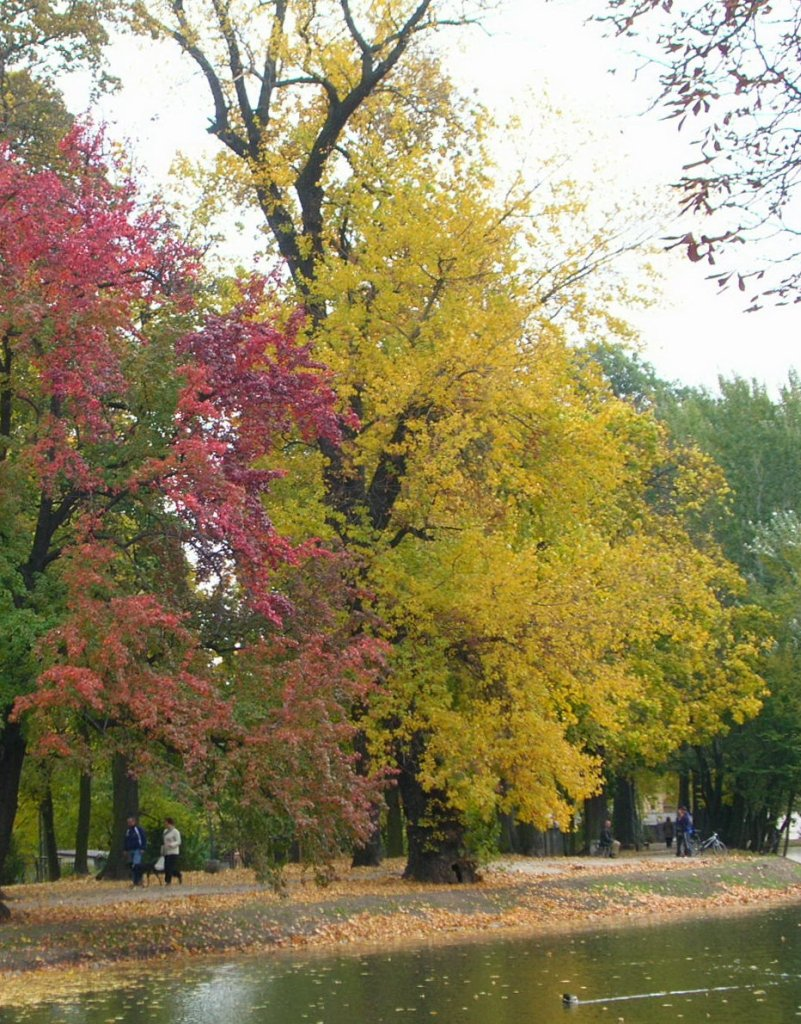
Jedna z „topoli Wilhelma”

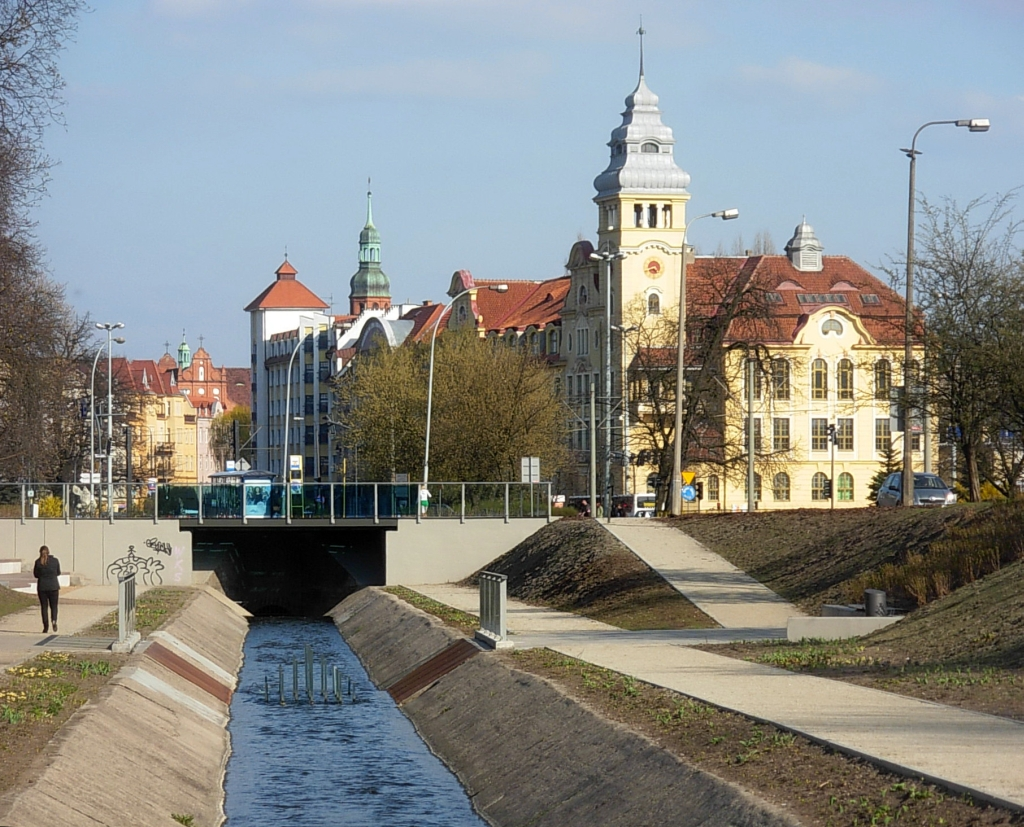
Zrewitalizowana wschodnia część parku

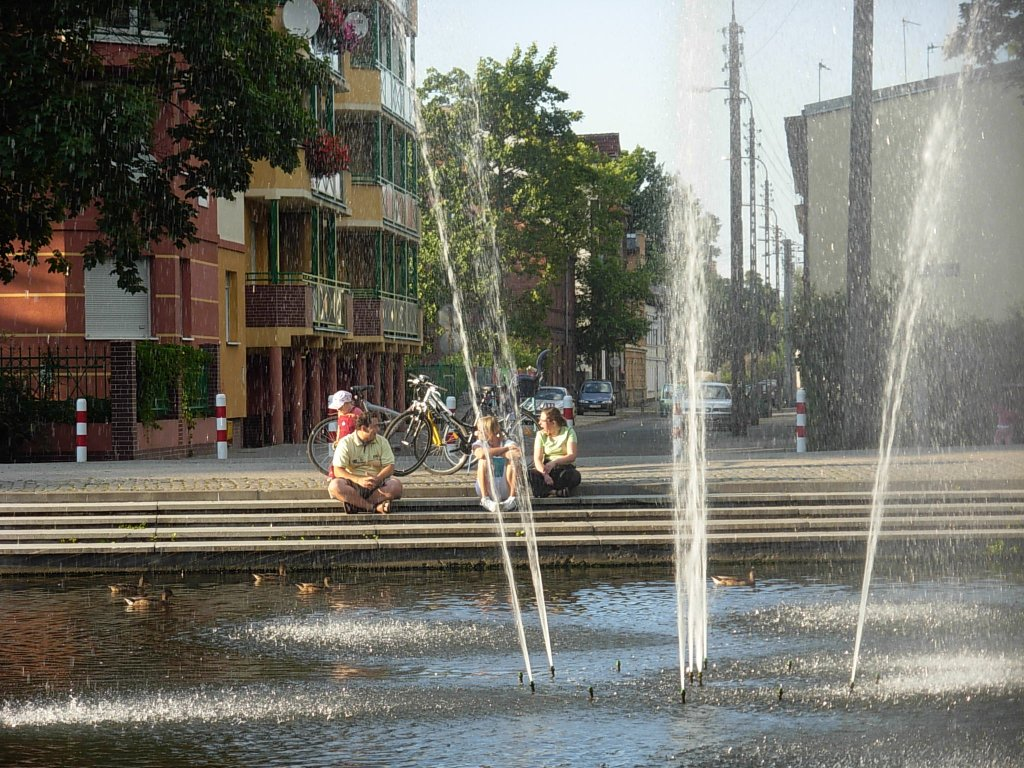
Fontanna

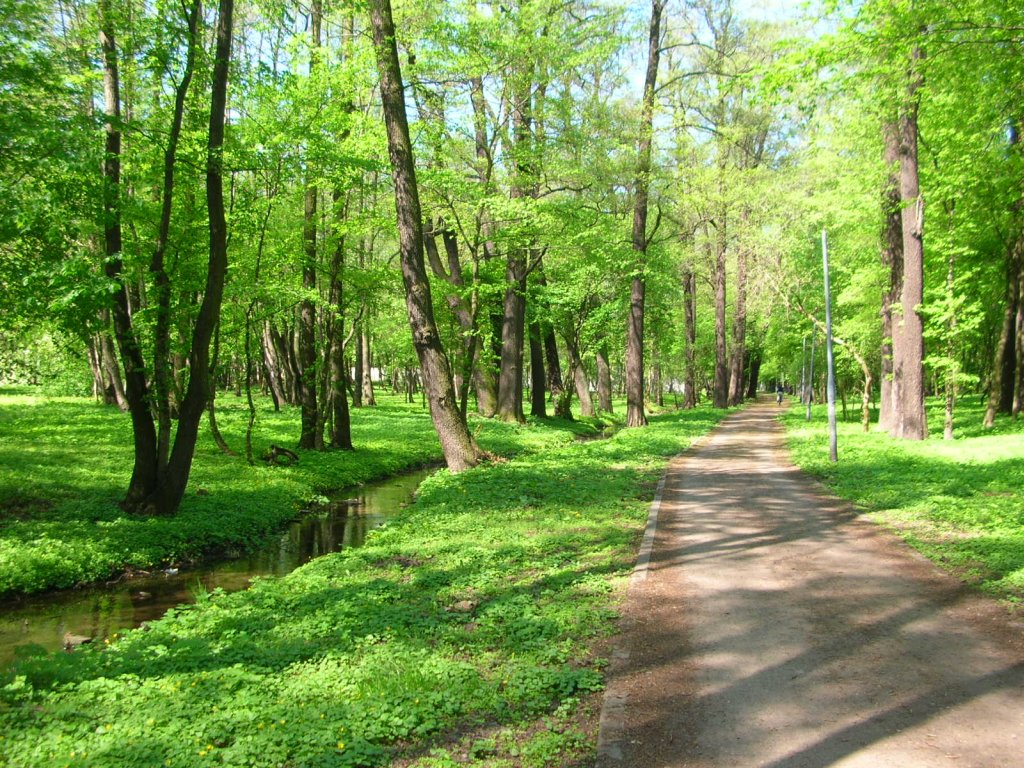
Ciek w środkowej części parku

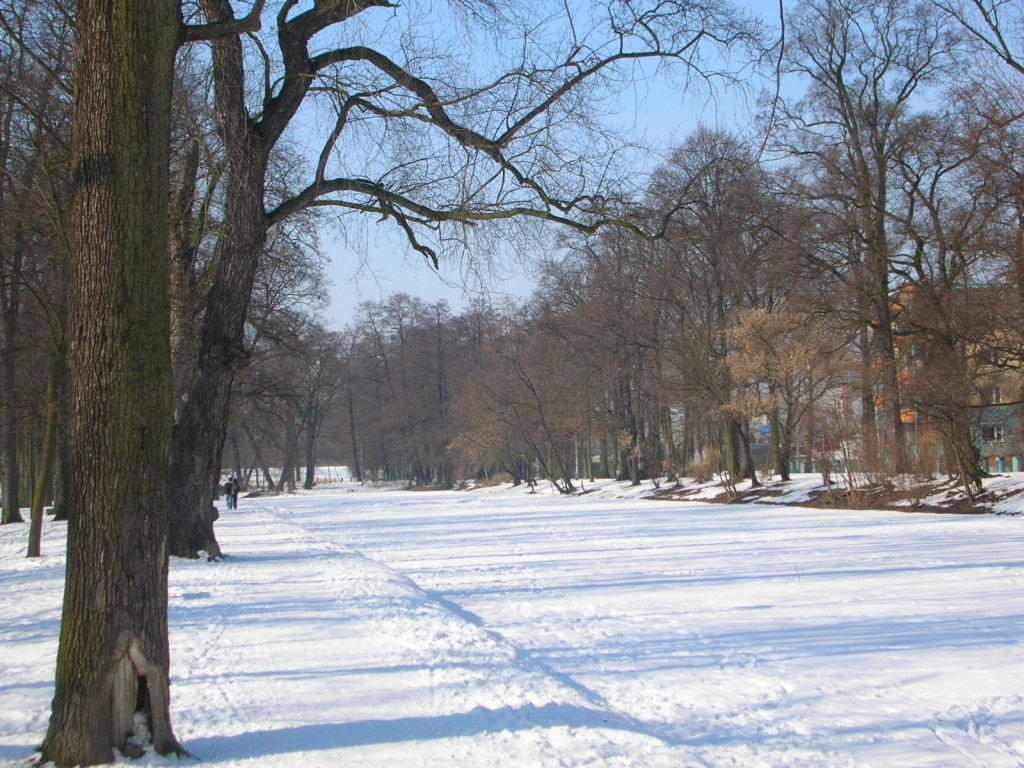
Zima

Planty nad Kanałem Bydgoskim – jeden z najstarszych parków miejskich w Bydgoszczy, liczący 47 hektarów powierzchni. Nazywany jest również „parkiem nad śluzami”.

## Lokalizacja
Park jest usytuowany w zachodniej części miasta w odległości 2 km od ścisłego centrum Bydgoszczy. Rozciąga się on dość wąskim pasem (ok. 100–300 m) o długości 3 km wzdłuż unikatowego zabytku hydrotechniki, jakim jest stary Kanał Bydgoski. Za wschodni kraniec parku uznaje się rondo Grunwaldzkie, a zachodnim jest wlot nowego Kanału Bydgoskiego opodal zabytkowej śluzy VI. Południową granicą jest ul. Nakielska, a północną tory kolejowe Bydgoszcz – Piła – Szczecin.
Poza zachodnią granicą parku, wzdłuż Kanału Bydgoskiego znajdują się kolejne tereny parkowe, ze ścieżkami spacerowymi, ławkami i placami zabaw dla dzieci, które są kontynuacją Plant nad Kanałem Bydgoskim, ich częścią w szerszym znaczeniu. Są to następujące obszary:
- Pas zieleni na północnym nabrzeżu Kanału Bydgoskiego[2] od ul. Bronikowskiego do ul. Kruszyńskiej. Zajmuje on obszar 8,20 hektara i rozciąga się na długości 1,5 km i szerokości 50–100 m.
- Pas zieleni na południowym nabrzeżu Kanału Bydgoskiego wzdłuż ul. Spacerowej. Obszar zieleni zajmuje obszar 3,60 hektara (na długości 3 km) i sąsiaduje z mariną „Gwiazda” oraz kompleksem Klubu Sportowego „Gwiazda”.

Planty znajdują się w obrębie jednostek urbanistycznych: Okole, Wilczak, Jary, a zachodnie rubieże na Flisach i Miedzyniu.

## Historia

### Początki
Powstanie parku wiąże się z budową Kanału Bydgoskiego – najstarszej w Polsce, w pełni ukończonej drodze wodnej, która połączyła Noteć z Brdą, a pośrednio Odrę i Wisłą, spinając tym samym dorzecza Europy Zachodniej i Wschodniej.
Kanał Bydgoski ukończono w 1774 r. Początkowo jego otoczenie nie było zadrzewione. Trasa kanału przebiegała dnem pradoliny Toruńsko-Eberswaldzkiej, której typowym krajobrazem były torfowiska i łąki. Na odcinku bydgoskim, który charakteryzował się koniecznością pokonania 22 m różnicy poziomu – podłoże było piaszczyste, co nie sprzyjało eksploatacji kanału. Kilkanaście lat trwało utrwalanie nowej drogi wodnej w miejscowym środowisku. Jednym ze sposobów przyspieszenia tego procesu było zadrzewianie brzegów. Miało ono ograniczyć erozję oraz ustabilizować podłoże.
Pomysłodawcą tego rozwiązania był inspektor kanału Ernst Conrad Peterson. Systematyczne zadrzewianie brzegów kanału na odcinku bydgoskim rozpoczęto w 1802 r. Od strony ul. Nakielskiej zasadzono topole czarne, olsze czarne, kasztanowce i lipy. Powstały wówczas aleje: lipowa i topolowa. W latach 1804–1808 posadzono drzewa po obu stronach kanału od ul. Wrocławskiej na zachód: topole czarne, kasztanowce, wiązy, buki i lipy.
W czasach Księstwa Warszawskiego (1807–1815) napoleoński adiutant – generał Wincenty Aksamitowski zasadził na plantach szpalery drzew, które dzisiaj zwane „topolami Wilhelma” są pomnikami przyrody. W tym czasie powstała też pierwsza aleja spacerowa, obsadzona lipami i czarnymi topolami.

### Zadrzewianie przez Towarzystwo Upiększania Miasta i Okolic
W 1832 r. powstało w Bydgoszczy pionierskie Towarzystwo Upiększania Miasta, będące wzorcem dla podobnych organizacji w innych miejscowościach pod zaborem pruskim. Zaczęto wówczas realizować na dużą skalę planowe działania konserwatorskie. W latach 1833–1835 na długości 3,5 km od śluzy II (ul. Grottgera) do śluzy VI (ul. Bronikowskiego) zasadzono kilkaset drzew, z których większość przetrwała do czasów dzisiejszych. Szczególnie piękna aleja wiodła południową stroną kanału. Rozpoczynała się w centrum miasta u wrót Wyspy Młyńskiej i śluzy miejskiej, a kończyła ok. 3 km dalej na zachodnich rubieżach miasta, przy śluzie VI.

### Wizytówka zielonej Bydgoszczy
W II połowie XIX w. planty nad kanałem stały się ogólnomiejskim terenem wypoczynku i rozrywki. Pierwszą dużą pawilonową restaurację z salą taneczną i restauracją ogrodową wybudowano w 1838 r. przy V śluzie. Była to tzw. Śluza Kwiatowa (niem. Blumenschleuse).
W kolejnych latach prywatni przedsiębiorcy otwierali tam obiekty gastronomiczne oraz organizowali atrakcje: łódki, potańcówki, wystawy, teatr letni, lodowiska itp. Przez wszystkie lata, aż do XX wieku stale zadrzewiano i zakrzewiano tereny nad kanałem. Przybywały lipy, kasztanowce, dęby, buki, wiązy, topole, graby, wierzby. W latach 60. XIX wieku urządzono aleję lipową, która wiodła od śluzy miejskiej do ul. Grunwaldzkiej. W połowie tej alei w 1894 r. ustawiono pomnik współtwórcy kanału Franza von Brenckenhoffa.
Wielkość powierzchni plant podawano różnie: od 10 ha do 74 ha, w zależności od tego, czy wliczano jedynie wąski pas wzdłuż kanału, czy też również tereny parkowo-leśne wzdłuż ul. Nakielskiej. Dla bogacącej się i rozrastającej społeczności bydgoszczan park nad kanałem stał się salonem miasta – miejscem spacerów i spotkań towarzyskich. Jednocześnie na Kanale, który stanowił oś założenia parkowego, odbywał się intensywny ruch: spławiano niezliczone tratwy na zachód, śluzowano barki i statki, w tym parowce.
W 1911 r. zbudowano nad brzegiem kanału okazały gmach Szkoły Rzemiosł i Przemysłu Artystycznego. Sylweta budowli odbijała się w tafli wody kanału, otoczona była parkiem, a zbudowano ją z myślą o siedzibie przyszłych wydziałów artystycznych Uniwersytetu. W 1915 r. szkoła ta otrzymała uprawnienia uczelni wyższej.

### Tzw. Stary Kanał Bydgoski
W latach 1906–1915 r. dokonano gruntownej przebudowy Kanału Bydgoskiego. Wykopano wówczas nowy odcinek Kanału o długości 1,63 km, wybudowano dwie nowe śluzy, a pozostałe przebudowano. W wyniku tych prac około 3-kilometrowy odcinek Kanału, który przebiegał w otoczeniu parkowym, wyłączono z użytkowania, przeznaczając go dla celów rekreacyjnych. Innym, ubocznym efektem tych działań było powstanie tzw. Wyspy Kanałowej – dzielnicy Okole, otoczonej ze wszystkich stron ciekami wodnymi (Brdą oraz starym i nowym Kanałem Bydgoskim).
Nieużywany odcinek kanału, z pięcioma śluzami zaczęto wtedy nazywać Starym Kanałem Bydgoskim. Nie stracił on swojej funkcjonalności, bo chociaż cały ruch towarowy odbywał się nowym odcinkiem, wyposażonym w większe i nowocześniejsze śluzy, to stary odcinek pozostawał w pełni sprawny jako droga rezerwowa.

### Centrum rozrywki w okresie międzywojennym
W okresie międzywojennym planty nad kanałem były największym w mieście parkiem i centrum rozrywkowym. Stał się on wyróżnikiem Bydgoszczy w przewodnikach turystycznych i nieodzownym punktem programu zwiedzania miasta przez turystów.
Marszałek Piłsudski właśnie od kanału i plant rozpoczął w 1921 r. prywatną część swego objazdu miasta.
Generalną przebudowę plant oraz ich upiększenie wykonano w 1936 r. Urządzono wówczas kwietniki, zwłaszcza w okolicach II-V śluzy. Na terenie parku istniało kilkanaście restauracji, kawiarni, restauracji ogrodowych, miejsc zabaw dla dzieci, a także dużych sal zabawowych, jak np. przy ul. Bronikowskiego i Wrocławskiej. Były tam również korty tenisowe, kompleks rekreacyjny o pow. 9 ha założony w 1928 r. przez Idziego Świtałę, lunapark i szereg innych atrakcji. W okolicy V i VI śluzy co niedzielę koncertowały orkiestry wojskowe. Po Kanale pływały statki spacerowe i łodzie, którymi panowie wozili panie.
Tereny nawodne były pełne ptactwa i bujnej roślinności. Przez 150 lat uznawano planty za miejsce drugiej co do wielkości kolonii słowika szarego w Europie. Do osobliwości przyrodniczych należały olbrzymie topole czarne o wysokości 36 m i obwodzie pnia 300–500 cm. W 1938 r. było takich drzew ok. 60. Rósł tu także starodrzew lip, dębów, wierzb, buków, kasztanowców, grabów, klonów i sosen.

### Degradacja parku w okresie powojennym
Rolę miejskiego parku rozrywki Planty nad Kanałem pełniły z powodzeniem do lat 60. XX wieku. Postępująca rozbudowa osiedli odległych od centrum miasta, zaniedbanie zieleni oraz niesprzyjający klimat społeczno-gospodarczy spowodowały jednak stopniowy spadek zainteresowania parkiem. Stary fragment Kanału stał się odbiornikiem wód opadowych i ścieków z zachodniej części miasta. 
Katastrofą dla plant stała się decyzja władz miejskich o zasypaniu odcinka Kanału o długości 624 m od ul. Grottgera do ul. Wrocławskiej wraz z dwoma śluzami i mostem. Władze uznały, że fragment Kanału musi ulec zniszczeniu wobec konieczności poszerzenia arterii komunikacyjnej w ciągu wschód-zachód. W 1971 r. na dawnej trasie Kanału powstała sześciopasmowa ul. Focha (dawniej ul. Czerwonej Armii) oraz torowisko tramwajowe, otoczone szpalerem okazałych drzew, będących reliktami dawnych zadrzewień.
W wyniku tych prac powierzchnia plant zmniejszyła się o jedną trzecią: z 74 do 47 ha, a Stary Kanał stał się ślepą odnogą, skróconą i oderwaną od Wyspy Młyńskiej. W kolejnych latach park zaniedbano, a zabytkowe śluzy niszczały.

### Rewitalizacja parku
W latach 80. XX w. ważyły się losy zachowanego odcinka Starego Kanału – od śluzy IV do VI. Rozważano wówczas kilka rozwiązań, w tym także całkowitą likwidację cieku. Na początku lat 90. wybrano jednak do realizacji wariant rekonstrukcji śluz oraz oczyszczenia kanału z osadów.
Wyrazem dążenia do lepszego wykorzystania systemu hydrotechnicznego jakim jest Kanał Bydgoski oraz funkcjonalnego zagospodarowania terenów nadbrzeżnych było opracowanie i stopniowa realizacja programu zagospodarowania Starego Kanału Bydgoskiego. Przewidywał on remont i ekspozycję urządzeń hydrotechnicznych, odbudowę alejek spacerowych, ustawienie ławek, budowę placów zabaw, konserwację zieleni.
Pierwsze prace polegające na remoncie śluz: IV i V przeprowadzono w latach 1992–1994. Kolejną śluzę VI wyremontowano w 1995 r. W tych latach oczyszczono również Kanał z osadów i zanieczyszczeń oraz przeprowadzono remont brzegów na odcinku od ul. Wrocławskiej do ul. Czarna Droga. W 1995 r. powstało Stowarzyszenie Miłośników Kanału Bydgoskiego, które prowadziło dalsze prace nad rewaloryzacją Starego Kanału.
Od 2000 jednym z głównych strategicznych zamierzeń rozwoju Bydgoszczy uznano wykorzystanie miejscowych walorów przyrodniczo-krajobrazowych. Ekspozycja rzek i kanałów, wraz z zielenią nadrzeczną tworzy niepowtarzalny, pozytywny wyróżnik Bydgoszczy w Polsce, jako miasta zielonego, związanego z Brdą, Wisłą i Kanałem Bydgoskim. W tym kontekście co roku upiększano i uatrakcyjniano planty nad Kanałem Bydgoskim, wykorzystując jego walory przyrodnicze. Systematycznie odcinano spusty ścieków, założono fontanny tryskające z nurtu, ustawiono ławki, zbudowano ścieżkę rowerową o długości 4 km i ekologiczną ścieżkę edukacyjną.
W 2004 na terenie Liceum Ogólnokształcącego nr III, którego gmach znajduje się w sąsiedztwie parku, powstało Muzeum Kanału Bydgoskiego, natomiast od 8 grudnia 2005 r. cały zespół Kanału Bydgoskiego (Nowego i Starego) wraz z towarzyszącą zabudową został wpisany do rejestru zabytków. Od tego czasu władze Bydgoszczy podjęły również starania o wpisanie go na listę Światowego Dziedzictwa Kultury i Przyrody UNESCO ze względu na unikatowy w skali europejskiej przykład XVIII-wiecznej myśli technicznej i wielkie znaczenie dla rozwoju miasta.
W latach 2008–2011 kosztem 3,8 mln zł zrealizowano unijny projekt Reuris, dotyczący zaaranżowania rekreacyjnego części zasypanego odcinka Kanału na wschód od śluzy IV. W jego ramach dokonano nasadzeń nowych roślin, dobudowano nowe schody i tarasy, a nad nurtem przerzucono trzy niewielkie kładki, których balustrady wypełniono początkowo hartowanym szkłem (po dewastacjach zastąpiono je metalową siatką).
Planowana jest rewaloryzacja dalszej części parku o powierzchni 65 ha, w ramach której nastąpi przebudowa ciągów pieszych, wyposażenie plantów w elementy małej architektury oraz realizacja tematycznych placów zabaw dla dzieci. Przewiduje się również powstanie nowych kładek dla pieszych.
W latach 2015–2016 między ul. Wrocławską a Cmentarzem Starofarnym powstał nowy budynek mieszkalny. W 2017 rozpoczęto realizację 2 kolejnych, położonych na południe od IV śluzy. Ośmiokondygnacyjne budynki (w tym 2 podziemne kondygnacje garażowe), wyróżniać się mają dużymi balkonami i tarasami oraz elewacją z materiałów imitujących cegłę i szkło, tynkowaną w odcieniach bieli i szarości. Mniejszy budynek od strony zachodniej będzie zwężać się w kierunku parku, natomiast budynek od strony Wrocławskiej powstaje na planie litery „L”. Planowany termin zakończenia inwestycji to rok 2020. W 2019 zaczęto ralizować kolejną inwestycję mieszkaniową, tym razem między parkiem a ul. Nakielską. 
W 2018 rewitalizacja nabrzeża Starego Kanału Bydgoskiego pomiędzy śluzą nr 4 a śluzą nr 5 (na odcinku pomiędzy ul. Wrocławską a ul. Czarna Droga) uzyskała najwięcej głosów (blisko 4,3 tysiąca) spośród projektów ponadosiedlowych zgłoszonych do głosowania w Bydgoskim Budżecie Obywatelskim. Zwycięski projekt zakładał m.in. wykonanie nowej nawierzchni ścieżki spacerowej oraz wytyczenie i wykonanie ścieżki rowerowej wzdłuż kanału, nasadzenie nowych drzew i krzewów, wzmocnienie nabrzeża, stworzenie wypożyczalni kajaków i rowerów wodnych, oraz zaprojektowanie i wykonanie trzech nowych fontann na wodzie. Rozpoczęcie umacniania obu brzegów pomiędzy ulicami Wrocławską i Czarna Droga drewnianą palisadą, niezależnie od wyników głosowania budżetu obywatelskiego, już wcześniej planowane było w roku 2019. W marcu 2020 kosztem 1,652 mln zł przystąpiono do realizacji planowanych od dawna ciągów spacerowych pomiędzy śluzami przy ul. Wrocławskiej i Czarnej Drodze po obydwu stronach kanału (po południowej stronie kanału o szerokości 2 m, a po stronie północnej, gdzie dopuszczony zostanie ruch rowerowy, o szerokości 3,5 metra).

## Plany
Zamierzeniem władz miasta jest przekształcenie Plant nad Kanałem w Bydgoski Central Park. Zgodnie z Programem Rozwoju Lokalnego Bydgoszczy na Okolu ma powstać miasteczko naukowe z interaktywnymi wystawami. Natomiast w obrębie plant mają powstać przystanie dla łodzi, kajaków, nowe ścieżki rowerowe, punkty gastronomii oraz hotele.

## Charakterystyka
Park składa się z trzech części o różnym stopniu zagospodarowania, połączonych ze sobą w naturalny sposób poprzez zabytkowe śluzy.
- Część wschodnia – parkowa. Znajduje się między rondem Grunwaldzkim a śluzą IV. Istnieje tu reliktowe koryto Kanału, którego dnem płynie strumień. Na zasypanym odcinku Kanału ciek ten wprowadzono w podziemny kolektor o średnicy 1,8 m, który wiedzie przez zachowane fragmenty zasypanych śluz nr II i III do Brdy, poniżej śluzy miejskiej. Od północy z parkiem sąsiaduje cmentarz starofarny – najstarszy zachowany w mieście, z pocz. XIX wieku. W latach 2010–2011 ten fragment parku odrestaurowano z udziałem funduszy europejskich (pilotażowy projekt REURIS zrealizowany we współpracy międzynarodowej ośmiu partnerów z Niemiec, Polski i Czech).
- Część środkowa – rozrywkowa. Znajduje się między śluzą IV a V. Najbardziej popularny odcinek parku. Znajduje się tu dużo okazałych drzew oraz liczne ławki. Oprócz spaceru można skorzystać z bazy sportowej TKKF Świt oraz amatorsko uprawiać kajakarstwo. Atrakcją tego odcinka są również fontanny zamontowane w nurcie kanału, orzeźwiające powietrze w letnie upały.
- Część zachodnia – naturalna. Znajduje się między śluzą V a VI. Najdłuższy odcinek, na którym Kanał zachował całkowicie naturalny charakter. Wzdłuż porośniętych roślinnością wodną brzegów wiodą dwie ścieżki a dookoła rozciąga się park. Jest to odcinek uczęszczany przez wędkarzy, miłośników przyrody i wszystkich, którzy chcą odpocząć nad wodą w ciszy z dala od wielkomiejskiego zgiełku. W południowej części płynie strumień, nad którym aleja wiedzie poprzez mostki.

Kolejnym obszarem zieleni parkowej, będącym kontynuacją Plant nad Kanałem Bydgoskim w kierunku zachodnim są pasy zieleni i starodrzewu na północnym i południowym nabrzeżu Kanału Bydgoskiego o długości 3 km. Wzdłuż obu brzegów kanału aż do rubieży miasta ciągną się aleje spacerowe i ścieżki rowerowe, zaś na brzegu północnym zlokalizowano ławki i plac zabaw dla dzieci.

## Obiekty na terenie parku

### Stary kanał – zabytek hydrotechniki
Najważniejszym obiektem w parku jest niewątpliwie najstarszy w Polsce sztuczny ciek żeglugowy z trzema zabytkowymi, odrestaurowanymi śluzami:
- śluza IV zbudowana jako drewniana w 1774 r. i przebudowana w latach 1804–1806,
- śluza V j.w., przebudowana w latach 1805–1807,
- śluza VI j.w., przebudowana w latach 1806–1809,

Śluzy posiadają oryginalne drewniane wrota oraz żelazne urządzenia służące do ich ręcznego otwierania i zamykania. Posiadają również upusty dla zrzutu wody, które umożliwiają naturalny jej spływ do Brdy. Każda ze śluz spiętrza wodę na wysokość ok. 2,5 m. Umożliwiają one śluzowanie barek o ładowności do 200 ton.
Stary Kanał Bydgoski jest skansenem i zabytkiem techniki rodem z XVIII wieku.
Funkcjonował prawie przez 150 lat, do roku 1915, kiedy to został zastąpiony nowym odcinkiem.

### Tereny rekreacyjno-sportowe
Na obszarze parku znajdują się m.in. alejki, plac zabaw dla dzieci, ścieżki rowerowe, korty tenisowe oraz stanowiska dla wędkarzy.

### Część gastronomiczna i hotelowa
W części wschodniej parku znajduje się trzygwiazdkowy „Park Hotel”. Został on urządzony w budynku historycznym, posiada salę restauracyjną z mozaiką przedstawiającą historię miasta. Do romantycznych tradycji przedwojennej Bydgoszczy nawiązuje restauracja „Przy IV śluzie” mieszcząca się w „Park Hotelu”.
Na północ od IV śluzy znajduje się dawny budynek restauracyjny z końca XIX wieku z zachowanymi wewnątrz secesyjnymi zdobieniami, sztukateriami i pomieszczeniami dawnych garderób. W 1972 obiekt zajęła i użytkowała na cele produkcyjne jako filię firma Pasamon, po czym funkcjonował tu komis meblowy. Od 2013 trwa przebudowa na prywatne centrum teatralno-kulturalne z salą o powierzchni 780 m kw. na 600-650 miejsc (po 150 na balkonach i przynajmniej 300 na dole). Budowa „Teatru Rozmaitości IV Śluza” miała się zakończyć w 2015 r., a następnie, ze względów finansowych, w 2018 roku. W nawiązaniu do XIX-wiecznej tradycji (w latach 1882-1910 funkcjonował tu teatr rewiowy), teatr ma mieć wodewilowy charakter.

### Marina
W 2009 r. w sąsiedztwie śluzy VI oraz śluzy Czyżkówko (połączenia starego i nowego odcinka kanału) zbudowano przystań z pełnym wyposażeniem dla jednostek pływających.

## Przyroda
Na terenie parku znajduje się bogaty starodrzew m.in. kilkanaście największych i najstarszych w mieście okazów topoli czarnej o obwodach w pierśnicy od 285 do 500 cm sadzonych głównie w okresie przynależności miasta do Księstwa Warszawskiego oraz sosny pospolitej, a także wiązy, kasztanowce i sędziwe dęby. W każdej porze roku park wygląda inaczej, ale najpiękniej jest wiosną oraz jesienią.
Na terenie parku można w miniaturze zobaczyć las iglasty z sosną zwyczajną, łęg z olszą, jesionem i wiązem oraz las liściasty z lipą, klonem i kasztanowcem. Każdy z nich rośnie na innej glebie i różni się roślinnością runa.
W części zachodniej kanału, przy brzegach, widać roślinność szuwarową z arcydzięglem litworem, tatarakiem zwyczajnym i trzciną pospolitą. Z brzegu kanału można wiosną obserwować zachowania godowe kaczek krzyżówek, kurek wodnych i łysek, a w późniejszym okresie również ich potomstwo. Na trawnikach spotyka się kosy, szpaki, drozdy, wronę siwą, gołębie grzywacze i gołębie miejskie. W 2020 nad Kanałem zaobserwowano obecność bąków.

## Pomniki przyrody
Planty nad Kanałem są miejscem występowania 26 drzew – pomników przyrody, co daje mu pierwsze miejsce wśród bydgoskich parków. Wzdłuż brzegów Kanału znajduje się kilkaset okazałych drzew, ale spośród nich opatrzone tabliczką „pomnika przyrody” są zwłaszcza topole czarne (4) i olsze czarne (14). Status pomnika przyrody topole uzyskały 8 lutego 1955 roku, było ich wtedy 40 sztuk, a olsze 10 grudnia 1987 roku. Są to drzewa 100-160 letnie o pierśnicach powyżej 400 cm. Ciekawe są również inne drzewa o rozmiarach kwalifikujących do objęcia ich ochroną pomnikową: wiąz szypułkowy, dęby szypułkowe, klony srebrzystolistne, lipa drobnolistna.
Pomniki przyrody w parku „nad starym Kanałem Bydgoskim” i jego najbliższym otoczeniu:
| Nr | Typ                                       | Lokalizacja                                                           | Sztuk | Obwód            |
| 1. | Olsza czarna                              | ul. Czarna Droga, ul. Nad Kanałem, większość rośnie w okolicy śluzy V | 14    | od 240 do 295 cm |
| 2. | Topola czarna                             | wzdłuż starego kanału „Topole Wilhelma”                               | 4     | od 265 do 458 cm |
| 3. | Olsza czarna trójwierzchołkowa            | po północnej stronie starego kanału między śluzą V a VI               | 1     | 296/225/222 cm   |
| 4. | Klon srebrzysty                           | u wylotu ul. Staroszkolnej, rośną między śluzą IV a V                 | 2     | 286 i 386 cm     |
| 5. | Wiąz szypułkowy                           | ul. Grunwaldzka 15 na terenie cmentarza starofarnego                  | 2     | 337 i 352 cm     |
| 6. | Dąb szypułkowy                            | rondo Grunwaldzkie, wysepka przy przystanku tramwajowym               | 1     | 358 cm           |
| 7. | Wiąz szypułkowy czteropienny „Bartłomiej” | po północnej stronie kanału, między śluzą V a VI                      | 1     | 425 cm           |
| 8. | Wiąz szypułkowy „Lech”                    |                                                                       | 1     | 392 cm           |

Dodatkowo w pasie zieleni parkowej, rozciągającej w kierunku zachodnim wzdłuż Kanału Bydgoskiego (kontynuacja Plant nad Kanałem) znajduje się 13 okazów pomników przyrody. Największe ich zgrupowanie występuje po stronie południowej kanału na osiedlu Prądy.
Pomniki przyrody wzdłuż Kanału Bydgoskiego:
| Nr | Typ             | Lokalizacja                                              | Sztuk | Obwód                                              |
| 1. | Olsza czarna    | przy ul. Spacerowej, na południowym nabrzeżu kanału      | 3     | 312, 345 i 372 cm                                  |
| 2. | Jesion wyniosły | ul. Mińska 105, po południowej stronie śluzy Prądy       | 1     | 272 cm                                             |
| 3. | Wierzba biała   | ul. Lisia, droga do EBUD-u                               | 1     | 431 cm                                             |
| 4. | Olsza czarna    | ul. Mińska 105, po południowej stronie za śluzą Prądy    | 1     | 265 cm                                             |
| 5. | Dąb szypułkowy  | ul. Mińska 105, po południowej stronie przed śluzą Prądy | 1     | 411 cm                                             |
| 6. | Wiąz szypułkowy | ul. Mińska 105, po południowej stronie śluzy Prądy       | 3     | 349, 365 i 367 cm                                  |
| 7. | Wiąz szypułkowy | ul. Mińska 158, po północnej stronie śluzy Prądy         | 3     | 343, 371 i 406 cm, najokazalsze wiązy w Bydgoszczy |